# روبرت بايرون ميلر
روبرت بايرون ميلر (بالإنجليزية: Robert Byron Miller)‏ هو محامي وسياسي أسترالي، ولد في 19 أبريل 1825، وتوفي في 5 أكتوبر 1902. انتخب عضو مجلس نواب تسمانيا.